# Рик Лий
Рик Лий (на английски: Ric Lee) е английски музикант, барабанист. Свири в британската рокгрупа Тен Иърс Афтър през 60-те и 70-те години.

## Биография
Роден е на 20 октомври 1945 г. в град Мансфийлд, Англия. В училище свири на барабани и на други ударни инструменти и е един от основателите на групата Фалкънс. Барабанист на Рики Сторм и Джейбърдс с Алвин Лий – китара, Лио Лайънс – баскитара и Чик Чърчил – организатор, по-късно – клавирни инструменти.
През 1968 г. под името Блусярд групата отива на прослушване в Марки Клъб в Лондон и скоро след това се преименува на Тен Иърс Афтър. С тази група Лий участва на рокфестивали, вкл. Удсток '69 и фестивала на остров Уайт '70.
Когато групата се разформирова през 1976 г., Лий основава компания, занимаваща се със звукозапис, продуциране и издаване на музикални произведения. Лий е женен и има две деца. Живее в Дербишър Дейлс.